# Ferrisburgh
Ferrisburgh – gmina (town) w Stanach Zjednoczonych, w stanie Vermont, w hrabstwie Addison.